# William S. West

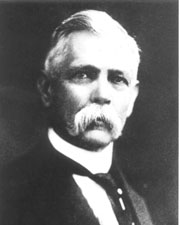
William S. West

William Stanley West (* 23. August 1849 bei Buena Vista, Marion County, Georgia; † 22. Dezember 1914 in Valdosta, Georgia) war ein US-amerikanischer Politiker (Demokratische Partei), der den Bundesstaat Georgia im US-Senat vertrat.
William West besuchte die Schulen in Lookout Mountain (Tennessee) und Penfield, ehe er selbst als Lehrer tätig wurde. 1876 machte er seinen Jura-Abschluss an der Law School der Mercer University, woraufhin er in die Anwaltskammer aufgenommen wurde und in Statenville zu praktizieren begann.
1892 wurde West für die Demokratische Partei ins Repräsentantenhaus von Georgia gewählt, dem er bis 1901 angehörte. In diesem Jahr zog er in den Senat des Bundesstaates ein, wo er bis 1906 verblieb; zwischen 1905 und 1906 war er dessen Präsident.
Nach dem Tod von Augustus O. Bacon im Februar 1914 wurde West zu dessen Nachfolger im US-Senat bestimmt. Er nahm den vakanten Platz vom 2. März 1914 bis zum 3. November desselben Jahres ein und schied wieder aus der Parlamentskammer aus, nachdem mit Thomas W. Hardwick ein offizieller Nachfolger gewählt worden war. Während seiner kurzen Zeit im Senat war er Vorsitzender des Ausschusses für Ausgaben des Postministeriums (Committee on Expenditures in the Post Office Department).
West kehrte nach Georgia zurück, um dort wieder seiner Tätigkeit als Pflanzer nachzugehen, starb aber bereits einen Monat nach seinem Ausscheiden aus dem Senat.